# Pihtla
Koordinaten: 58° 23′ N, 22° 43′ O

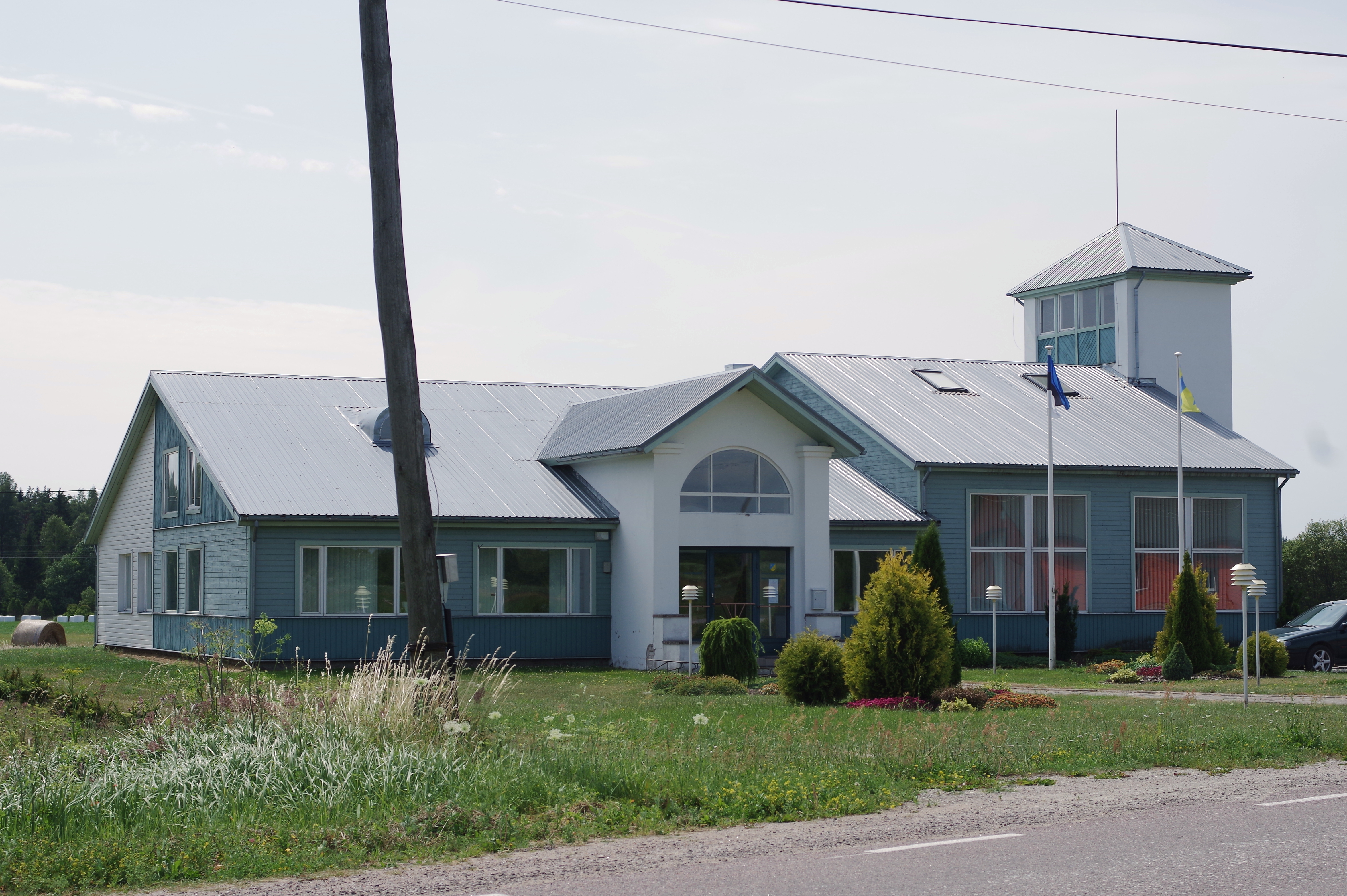
Sitz der Gemeindeverwaltung

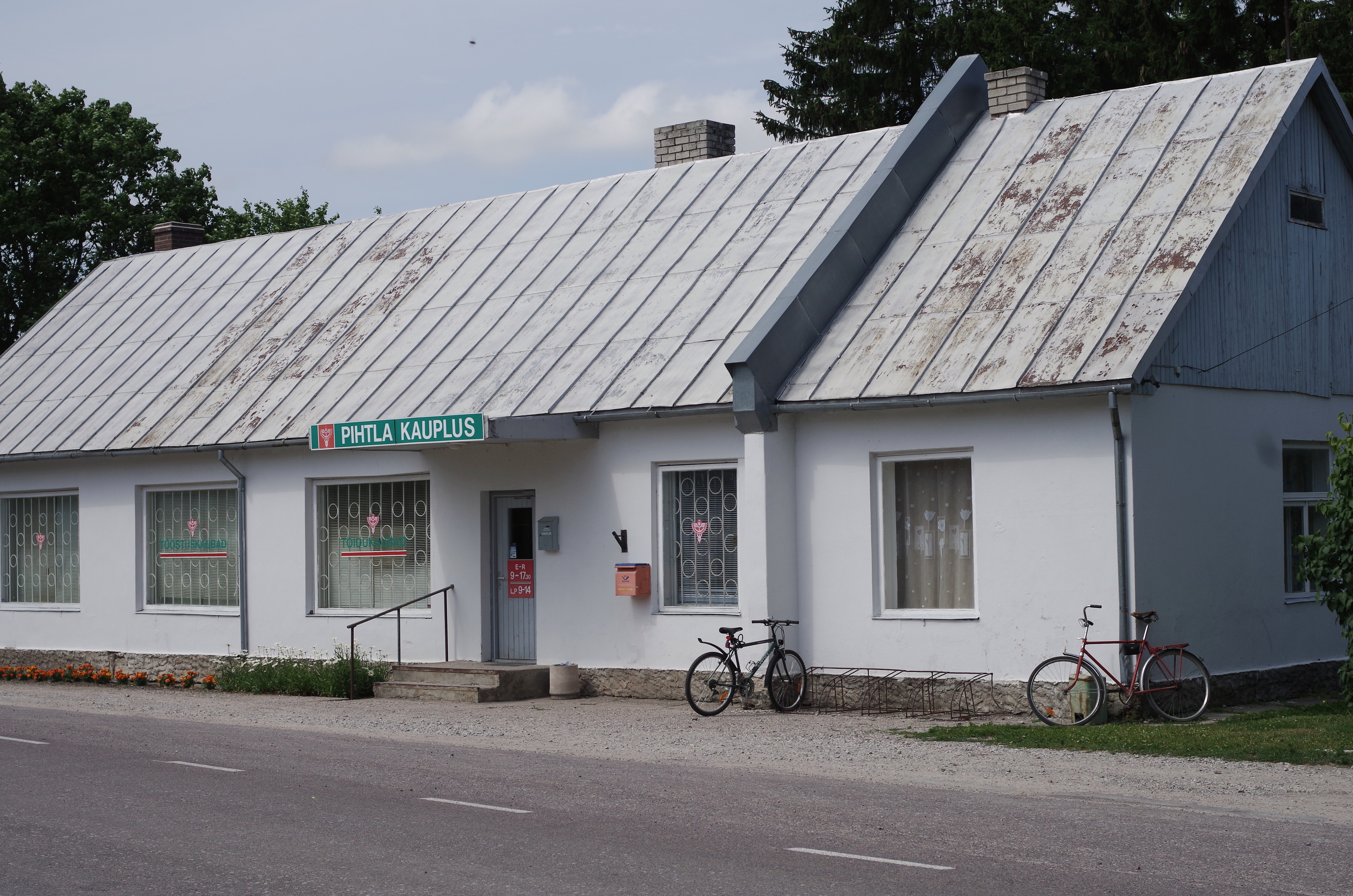
Dorfladen

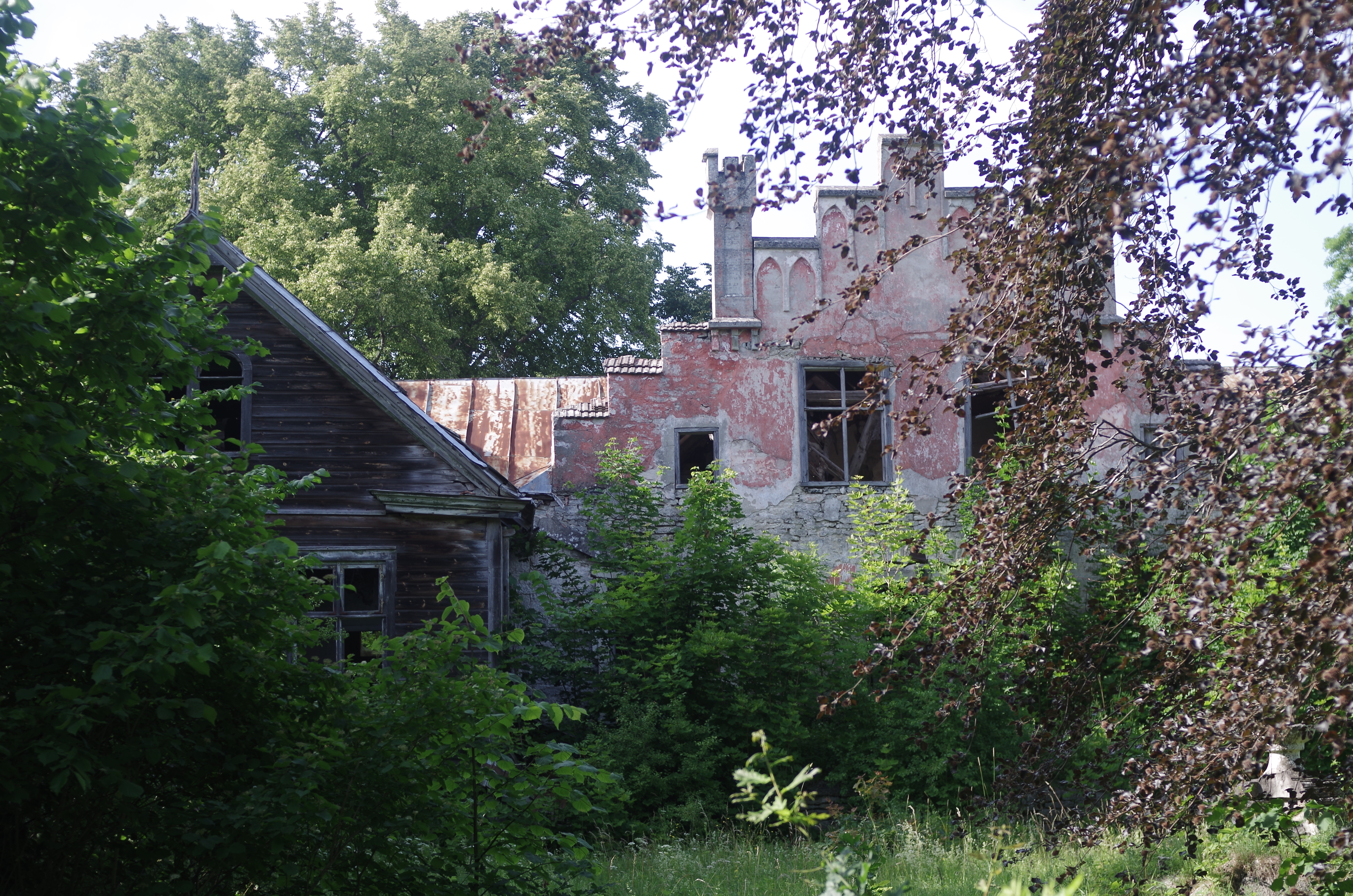
Ruinen des historischen Herrenhauses

Pihtla (deutsch Pichtendahl) ist ein Dorf (estnisch küla) in der Landgemeinde Saaremaa im Kreis Saare auf der größten estnischen Insel Saaremaa. Bis 2017 war es der Hauptort einer gleichnamigen Landgemeinde.

## Einwohnerschaft und Lage
Das Dorf hat 83 Einwohner (Stand 31. Dezember 2011). Es liegt 14 Kilometer nordöstlich der Inselhauptstadt Kuressaare am nördlichen Ende der Ostsee-Bucht Sutu (Sutu laht). Unmittelbar östlich von Pihtla liegt das Dorf Püha mit seiner evangelisch-lutherischen Kirche.
In dem Ort befinden sich ein Kindergarten, eine Grundschule sowie eine Bücherei.

## Gut Pihtla
Bereits während des Mittelalters entstand an dem Ort ein Hof. Er wurde zunächst nach seinen Besitzern Brakelshof genannt. Anfang des 17. Jahrhunderts wurde der Hof wegen großer Schulden von der Krone eingezogen. 1630 wurde er an einen Friedrich von Budde verkauft. Privateigentümer während der estnischen Landreform 1919 war der Schweizer Käsefabrikant Albert Jakob Schlup (1851–1929). Als Ausländer fiel sein Besitz nicht unter die Zwangsverstaatlichung, die vor allem die Güter der einheimischen Deutschbalten betraf.
Das eingeschossige Herrenhaus aus Stein wurde im 18. Jahrhundert errichtet. In der zweiten Hälfte des 19. Jahrhunderts wurde die Fassade um einen neogotischen Giebel sowie zwei Seitengebäude aus Holz ergänzt.
Das Herrenhaus und die Nebengebäude stehen heute nur noch als Ruinen.